# Якимов, Вячеслав Андреевич
Вячеслав Андреевич Якимов (род. 5 января 1998, Новокубанск, Краснодарский край) — российский футболист, полузащитник воронежского «Факела».

## Биография
Воспитанник академии ФК «Краснодар», в 2015 году провёл четыре матча в молодёжном первенстве. Чемпион Европы среди студенческих команд в составе сборной Кубанского государственного университета (2017, 2019). В 2018 году играл за «Урожай» Ивановская. С сезона 2018/19 — игрок «Краснодара-2» и «Краснодара-3» в ПФЛ и ФНЛ. 12 декабря 2021 года дебютировал в премьер-лиге, отыграв домашний матч против «Нижнего Новгорода» (0:0).
5 декабря 2022 года перешёл в воронежский «Факел» на правах аренды до конца сезона 2022/23. В июне 2023 года был выкуплен у «Краснодара».